# Хаора
Хаора је град у Индији у држави Западни Бенгал. Према незваничним резултатима пописа 2011. у граду је живело 1.072.161 становника.

## Становништво
Према незваничним резултатима пописа, у граду је 2011. живело 1.072.161 становника.
| 1991.   | 2001.     | 2011.     |
| ------- | --------- | --------- |
| 950.435 | 1.008.532 | 1.072.161 |